# Spalangia simplex
Spalangia simplex är en stekelart som beskrevs av Perkins 1910. Spalangia simplex ingår i släktet Spalangia och familjen puppglanssteklar. Inga underarter finns listade i Catalogue of Life.